# Nikola Jovanović
Nikola "Nikki" Jovanović (Cetinje, 18 de setembro de 1959) é um ex-futebolista profissional montenegrino, que atuava como defensor.

## Carreira
Nikola Jovanović fez parte do elenco da Seleção Iugoslava de Futebol da Copa do Mundo de 1974 e 1982. 